# SS El Occidente
Pour les autres navires du même nom, voir SS El Occidente.
L'SS El Occidente est un cargo construit en 1910 pour la Morgan Line (en) et qui sert pendant la Première Guerre mondiale comme navire de transport de l'armée des États-Unis sous l’appellation USAT El Occidente, puis USS El Occidente (ID-3307).